# Brigada 1 Comando (Turcia)
Brigada 1 Comando (în turcă 1. Komando Tugayı) este o brigadă a Armatei Turciei cantonată în cartierul Zincidere din Kayseri. Înființată ca brigadă de parașutiști în 1965, a fost ulterior restructurată ca forță de uscat. Unitatea a fost prima brigadă de comando a Turciei și a avut inițial garnizoana la Edirne. În 1971, unitatea a fost mutată în Kayseri. Pe 15 mai 1972, numele i-a fost schimbat în „Brigada Aeropurtată”, iar în 1992 a primit numele actual.
Brigada 1 Comando este alcătuită din echipe de forțe speciale de la alte brigăzi de comando, precum Brigada de Comando Munții Hakkari. Deși nu mai este formal o forță de parașutiști, întreg personalul, inclusiv membrii Jandarmeriei din cadrul brigăzii, este în continuare antrenat pentru războiul aeropurtat.
Pe 13 iunie 1973, două batalioane din cadrul brigăzii au fost relocate la Bolu, unde a fost înființată o nouă brigadă de comando.
Brigada 1 Comando a fost implicată în Invazia turcă a Ciprului, în 1974, când au fost efectuate operațiuni aeropurtate pentru prima dată în istoria militară a Turciei. Pe 20-23 iulie 1974, comandouri aeropurtate ale Brigăzilor 1 și 2, împreună cu comandouri ale Brigăzii de Infanterie Marină Amfibie a Forțelor Navale, au ocupat Kyrenia. De asemenea, Brigada 1 Comando a acționat ca forță de menținere a păcii în Războiul din Bosnia și Herțegovina și Războiul din Afganistan.
Pe plan regional, în forțe de mărimea unor plutoane și împreună cu Brigada de Comando Munții Hakkari, Brigada 1 s-a confruntat în Turcia și peste graniță, în Irak, cu separatiștii din PKK, în operațiuni militare împotriva insurgenței kurde. 
Mai recent, membrii Brigăzii 1 Comando, împreună cu alte brigăzi turce, au fost implicați în confruntările de frontieră siriano–turce, între 2012–2014. Ultima activitate cunoscută a Brigăzii 1 Comando este participarea sa la invazia turcă din Afrin.

## Componență
Brigada 1 Comando are în compunere următoarele batalioane:
- 4 batalioane de comando;
- 1 batalion aeropurtat;
- 1 batalion de artilerie;
- 1 batalion de sprijin logistic;
- 1 batalion de antrenament;
- 1 batalion de antrenament de sprijin;

În plus, în cadrul brigăzii există o divizie de Gardă, un grup antitanc, o divizie de Telecomunicații Electronice și o divizie de Geniu.